# Ritratto di Francesco Maria della Rovere
Il Ritratto di Francesco Maria della Rovere è un dipinto a olio su tela (114x103 cm) di Tiziano, databile al 1536-1538 e conservato negli Uffizi di Firenze. È firmato "TITIANVS F.[ecit]" e fa coppia con il Ritratto di Eleonora Gonzaga della Rovere, moglie di Francesco Maria.

## Storia
Dal carteggio di Francesco Maria della Rovere del 1536 sappiamo che il ritratto venne eseguito a Venezia, su procura: per renderlo più realistico il duca aveva inviato alla bottega di Tiziano la sua armatura alla tedesca, affinché fosse dipinta nei minimi particolari, e nel 1538 ne reclamò la restituzione, essendo trascorso ormai un tempo più che sufficiente. L'opera venne realizzata in un momento di grande prestigio personale del della Rovere, dopo aver guidato i Veneziani ed essere stato lodato pubblicamente da Carlo V nei giorni dell'incoronazione di Bologna (1530), con sottolineatura delle virtù e del suo valore militare e politico, e col conferimento della spada imperiale quale prefetto di Roma.
Tiziano stesso era presente in quei giorni a Bologna, e non è inverosimile che proprio in quell'occasione Francesco Maria avanzò la richiesta di un ritratto. Per eseguirlo, come hanno mostrato recenti radiografie, Tiziano riusò una tela già sbozzata con un giovane di tre quarti. Non è infrequente che Tiziano lavorasse senza vedere direttamente i suoi soggetti: ne è un esempio il Ritratto di Giulia Varano (Galleria Palatina, n.0764), basato su un semplice schizzo inviato all'artista.
Il ritratto di Francesco Maria della Rovere fu lodato da Pietro Aretino, che lo vide probabilmente semifinito a Venezia e nel 1537, in una lettera a Veronica Gambara, ne disse che «ogni sua ruga, ogni suo pelo, ogni suo segno e i colori che l'hanno dipinto non pur dimostrano l'ardire della carne, ma scoprono la virilità dell'animo».
L'opera giunse a Firenze con la dote di Vittoria della Rovere, ultima discendente dei duchi d'Urbino; è ricordata nella città toscana per la prima volta nel 1652 col la semplice descrizione di "Duca d'Urbino armato", quando venne inviato dalla Guardaroba della duchessa alla sua camera. Qui si trovava ancora nel 1694.
Esiste un disegno a tutta figura del duca nel Gabinetto dei Disegni e delle Stampe degli Uffizi (n. 20767), forse prima idea per il ritratto, scartata poi per omologare il ritratto dell'uomo a quello della consorte, non essendo ancora praticato in Italia il ritratto femminile a figura intera. L'opera è quadrettata e fu probabilmente uno studio fatto a partire da un garzone di bottega che indossava l'armatura del duca. Il Ritratto di Eleonora Gonzaga della Rovere dovette essere concepito dopo, nel gennaio del 1536 e realizzato in occasione di un soggiorno della duchessa a Venezia dal settembre 1536; quello del marito dovette essere iniziato nella primavera/estate di quell'anno e completato poi con ritardo, entro il 1538.

## Descrizione e stile

Ritratto di Eleonora Gonzaga della Rovere

La posa scelta dal duca doveva ricordare quella di Carlo V eseguita da Tiziano nel Palazzo Ducale di Mantova all'interno della serie dei Dodici Cesari e oggi nota da incisioni. A mezza figura, indossa l'armatura e, ruotando leggermente il busto, poggia il bastone del comando da condottiero sul fianco (simbolo del generalato ottenuto dalla Repubblica veneziana), distendendo il braccio destro vicino all'elsa della spada.
Lo sguardo è fisso verso lo spettatore, evidenziato dal taglio compositivo che lo pone sullo sfondo scuro della parete, mentre il resto del corpo ha dietro un drappo di velluto rosso che copre un ripiano. Vi si trovano appoggiati il suo elmo, con fastoso cimiero figurato (un dragone, allusione ai legami con la casa d'Aragona) e piumato, e altri bastoni da maresciallo: uno ha le insegne dello Stato pontificio, l'altro è quello della Repubblica fiorentina. Tra questi si trova un ramo di rovere con germogli, oggetto dell'evidente significato araldico e dinastico: il ramo reciso getta nuove foglie, alludendo all'ottenimento del feudo di Urbino dopo l'estinzione della casata dei Montefeltro. Inoltre vi si trova un piccolo cartiglio con uno dei motti del duca, "SE SIBI", che alluderebbe alla sua volontà di combattere per sé e per la sua casata: quindi i quattro bastoni simboleggiano tutta la sua brillante carriera militare, a capo delle milizie di Venezia, di Firenze, del papa e di quelle per "se stesso", ovvero del Ducato di Pesaro/Urbino.
Nonostante la posa cerimoniale, il ritratto del duca colpisce per la sua intensità umana, secondo uno stile perseguito da Tiziano in quegli anni anche nei ritratti del papa e dell'imperatore. L'epidermide mostra il segni del tempo trascorso, ma anziché imbruttire il protagonista ne amplificano caratteristiche come il valore, la nobiltà d'animo, il coraggio. Incorniciato dalla barba e dai capelli scuri, il volto brilla per una fascio di luce che ne indaga con cura i particolari.
Tiziano seppe adattare la sua pennellata ai diversi effetti materici, rendendola ad esempio rapida per le piume del cimiero, ruvida e pastosa per il raso rosso, densa e pastosa per l'incarnato, levigata e accesa con tocchi di bianco per dare l'effetto di lucidità dell'armatura.
L'opera è stata confrontata con il Ritratto di Federico da Montefeltro di Piero della Francesca (1465-1472 circa) per sintetizzare il completo cambiamento di prospettiva politica e culturale del ducato di Urbino: se nel Quattrocento l'ampia veduta dello sfondo sottintendeva un microcosmo luminoso e sereno, nel secolo successivo il suo signore si fa ritrarre in una stanza chiusa tra simboli militari, come se il suo orizzonte si fosse ridotto a un angolo in pericolo da difendere tra i nuovi, grandi imperi intercontinentali.